# Succión digital

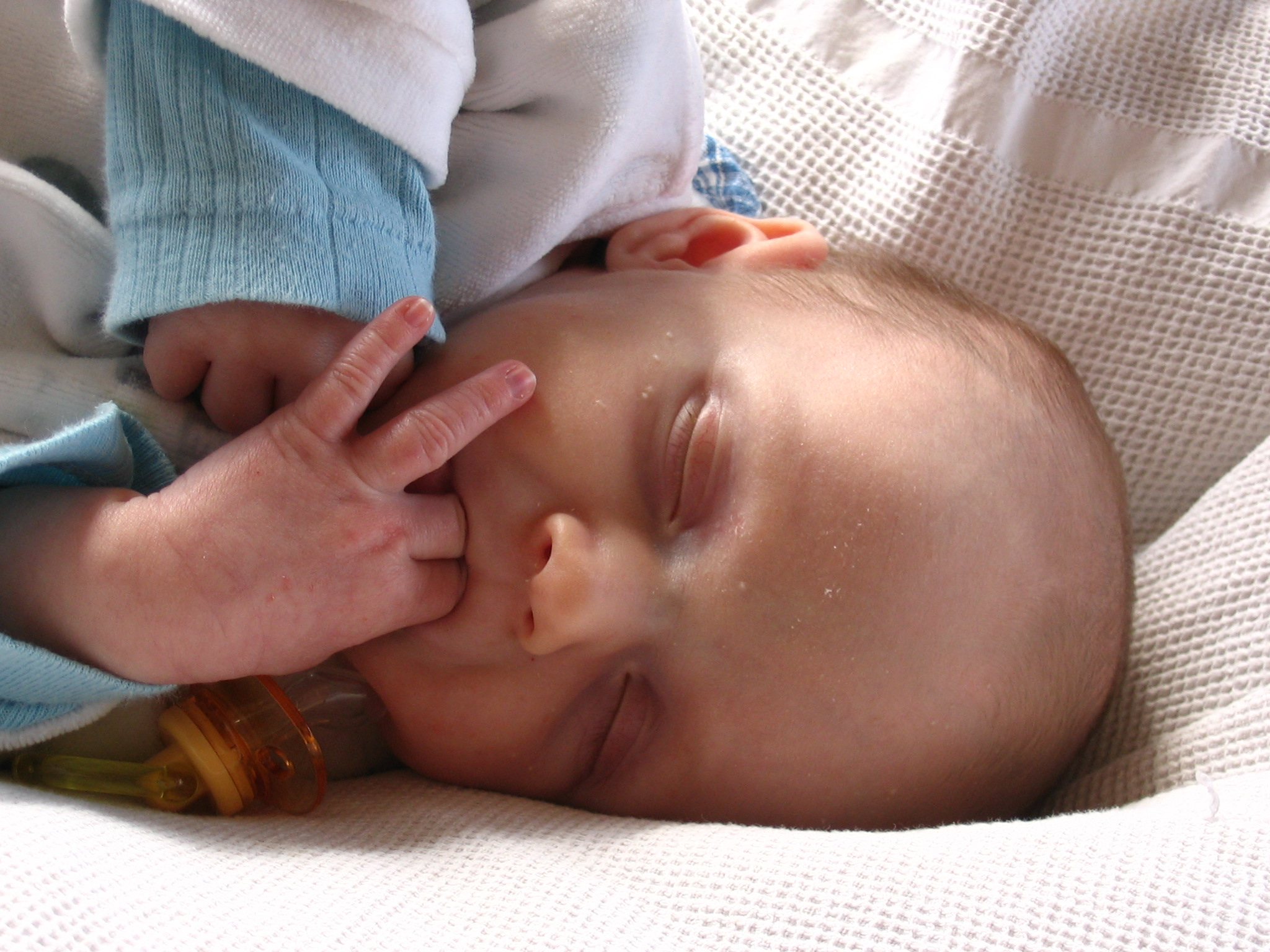
Los bebés pueden usar un chupete o el pulgar o los dedos para calmarse.

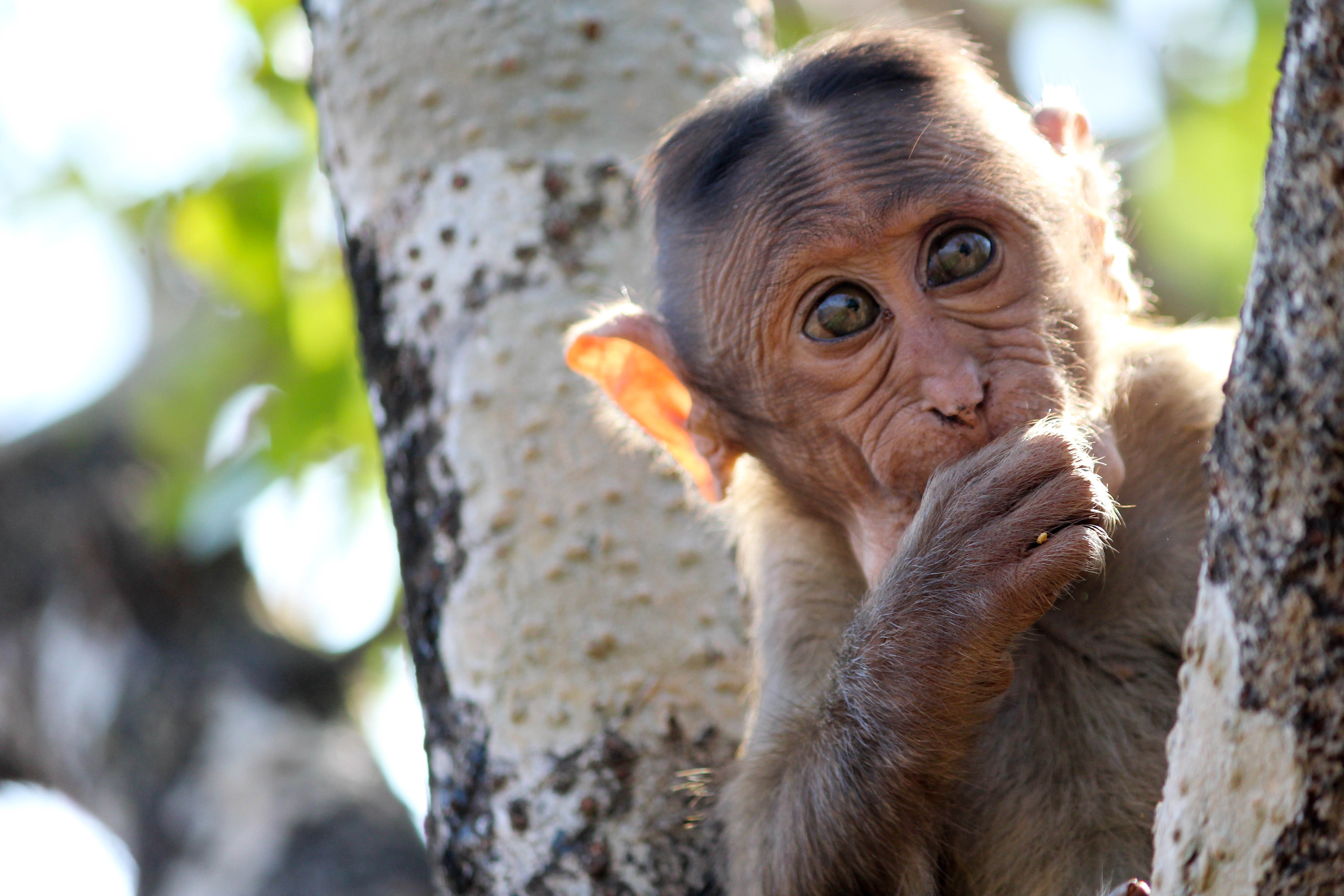
Un macaco del capó chupándose el dedo

Chuparse el dedo es un comportamiento que se encuentra en humanos, chimpancés, lémures de cola anillada y otros primates. Por lo general, implica colocar el pulgar en la boca y repetir rítmicamente el contacto de succión durante un período prolongado. También se puede lograr con cualquier órgano al alcance (como otros dedos de manos y pies ) y se considera que es relajante y terapéutico para la persona. A medida que un niño desarrolla el hábito, generalmente desarrollará un dedo "favorito" para chupar.
Al nacer, un bebé succionará por reflejo cualquier objeto que se le ponga en la boca; este es el reflejo de succión responsable de la lactancia . Desde la primera vez que se involucran en la actividad alimentaria, los bebés aprenden que el hábito no solo puede proporcionar una nutrición valiosa, sino también una gran cantidad de placer, comodidad y calidez. Ya sea de la madre, el biberón o el chupete, este comportamiento, con el tiempo, comienza a asociarse con una sensación oral muy fuerte, reconfortante y placentera. A medida que el niño crece y finalmente deja de succionar con fines alimenticios, puede desarrollar medios alternativos para recibir esos mismos sentimientos de satisfacción física y emocional, o puede continuar experimentando esas experiencias placenteras y relajantes comenzando a chuparse el pulgar o los dedos. Este reflejo desaparece aproximadamente a los 4 meses de edad ; Chuparse el dedo no es un comportamiento puramente instintivo y, por lo tanto, puede durar mucho más. Además, las ecografías han revelado que la succión del dedo puede comenzar antes del nacimiento, a las 15 semanas de la concepción ; No se sabe de manera concluyente si este comportamiento es voluntario o se debe a movimientos aleatorios del feto en el útero.
La succión del dedo generalmente se detiene a la edad de 4 años . Algunos niños mayores conservarán el hábito, lo que puede causar problemas dentales graves. Si bien la mayoría de los dentistas recomendarían romper el hábito lo antes posible, se ha demostrado que siempre que se interrumpa el hábito antes de la aparición de los dientes permanentes, alrededor de los 5 años, el daño es reversible. La succión del dedo a veces se retiene hasta la edad adulta y puede deberse simplemente a la continuación del hábito. Utilizando datos anatómicos y neurofisiológicos, un estudio ha reportado que chuparse el pulgar estimula los receptores dentro del cerebro que provocan la liberación de la tensión física y mental.

## Prevención y problemas dentales

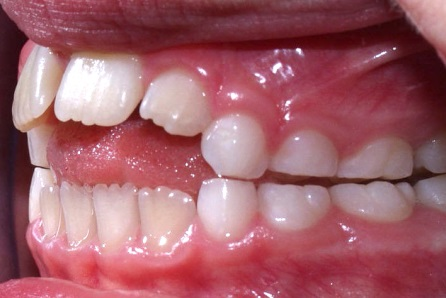
Prognatismo alveolar, causado por chuparse el dedo y empujar la lengua en una niña de 7 años.

La mayoría de los niños dejan de chuparse el dedo, los chupetes u otros objetos por sí mismos entre los 2 y 4 años de edad. No se les hace daño a los dientes ni a la mandíbula, hasta que los dientes permanentes comienzan a salir. El único momento en que podría causar preocupación es si pasa de los 6 a 8 años de edad. En este momento, puede afectar la forma de la cavidad bucal o la dentición. Durante la succión del pulgar, la lengua se encuentra en una posición baja y, por lo tanto, ya no equilibra las fuerzas del grupo de musculatura bucal. Esto da como resultado un estrechamiento del arco superior y una mordida cruzada posterior. Chuparse el pulgar también puede hacer que los incisivos centrales superiores se inclinen labialmente y los incisivos mandibulares se inclinen hacia lingual, lo que resulta en un aumento de la sobremordida horizontal y la maloclusión de la mordida abierta anterior, ya que el pulgar descansa sobre ellos durante el curso de la succión. Además de la proinclinación de los incisivos superiores, también se producirá la retrusión de los incisivos mandibulares. La deficiencia transversal del maxilar da lugar a una mordida cruzada posterior, que finalmente conduce a una maloclusión de Clase II.
Los niños pueden experimentar dificultades en la deglución y en los patrones del habla debido a los cambios adversos. Aparte de los aspectos físicos perjudiciales de chuparse el dedo, también existen riesgos adicionales que, por desgracia, están presentes a todas las edades. Entre ellos se encuentra el aumento del riesgo de infección por enfermedades transmisibles, debido al simple hecho de que los pulgares no estériles están cubiertos de agentes infecciosos, así como muchas implicaciones sociales. Algunos niños experimentan dificultades sociales, ya que a menudo sus compañeros se burlan de ellos por tener lo que pueden considerar un hábito "inmaduro". Estas burlas suelen provocar que el niño sea rechazado por el grupo o sea objeto de burlas por parte de sus compañeros, lo que puede causar un estrés psicológico comprensible.
Los métodos para dejar de chupar se dividen en 2 categorías: Terapia preventiva y Terapia con aparatos.
Los ejemplos para evitar que los niños se chupen el pulgar incluyen el uso de sustancias amargas o picantes en las manos, aunque este no es un procedimiento recomendado por la Asociación Dental Americana o la Asociación de Dentistas Pediátricos . Algunos sugieren que se otorguen refuerzos positivos o recompensas para alentar al niño a dejar de chuparse el dedo.
La Asociación Dental Americana recomienda:
- Elogie a los niños por no chupar, en lugar de regañarlos cuando lo hacen.
- Si un niño se chupa el dedo cuando se siente inseguro o necesita consuelo, concéntrese en corregir la causa de la ansiedad y reconforte a su hijo.
- Si un niño se chupa el dedo por aburrimiento, intente llamar la atención del niño con una actividad divertida.
- Involucre a los niños mayores en la selección de un medio para dejar de chuparse el dedo.
- El odontopediatra puede animar al niño y explicarle lo que le podría pasar a los dientes del niño si no deja de succionar.
- Solo si estos consejos no son efectivos, recuérdele al niño el hábito vendando el pulgar o poniéndose un calcetín / guante en la mano por la noche.
- Hay otros aparatos de ortodoncia[13]

La Sociedad Británica de Ortodoncia recomienda el mismo consejo que ADA.
Se realizó una revisión exhaustiva para investigar la efectividad de una variedad de intervenciones clínicas para detener la succión del dedo. El estudio mostró que los aparatos de ortodoncia y las intervenciones psicológicas (refuerzo positivo y negativo) lograron prevenir la succión del dedo tanto a corto como a largo plazo, en comparación con ningún tratamiento. Las intervenciones psicológicas como el entrenamiento de reversión de hábitos y el desacoplamiento también han demostrado ser útiles en conductas repetitivas centradas en el cuerpo.
Los estudios clínicos han demostrado que los aparatos como TGuards pueden tener un 90% de eficacia para romper el hábito de chuparse el dedo o el pulgar. En lugar de usar sustancias amargas o picantes, que no están respaldados por la ADA debido a que causan malestar o dolor, estos dispositivos rompen el hábito simplemente eliminando la succión responsable de generar los sentimientos de confort y nutrición. Hay otros aparatos disponibles, como protectores de pulgar de tela, cada uno con sus propios beneficios y características según la edad, la fuerza de voluntad y la motivación del niño. Se sabe que los aparatos intraorales fijos crean problemas durante la alimentación, ya que los niños cuando se quitan los aparatos pueden tener el riesgo de romperlos. En niños con enfermedades mentales, pueden tener un desempeño reducido.
Algunos estudios mencionan el uso de un dispositivo recordatorio de hábitos extraorales para tratar la succión del dedo. Se activa una alarma cuando el niño intenta chuparse el dedo para evitar que este hábito. Sin embargo, se requieren más estudios para demostrar la efectividad de los dispositivos externos.
Etiología de la mordida abierta
La mordida abierta anterior presenta cinco posibles factores causales: desarrollo dentario, herencia, hábito de succión, deglución atípica, respiración bucal y por último el patrón de crecimiento vertical. Investigadores de origen peruano aseguran que la succión del dedo, chupón o mamila son el responsable del 84% de las maloclusiones dentales. Medina et al. afirmaron que el tiempo de duración, frecuencia e intensidad del hábito de la succión del pulgar interfiere en la aparición de manifestaciones clínicas entre ellas la mordida abierta y/o protrusión de uno o más incisivos. Diversos autores apuntan que el hábito de succión digital, la succión no nutritiva y respiración bucal contribuyen con la aparición de diversos problemas dentofaciales, entre ellos la mordida abierta. Hoy en día considerada la multifactoriedad etiológica de la mordida abierta y para mejor entendimiento y estudio, autores como Rodríguez y White clasifican los agentes causales en factores locales y factores generales; entre los factores locales mencionan: hábitos (succión, deglución y respiración) y entre los factores generales destacan: herencia, defectos congénitos y alteraciones musculares.
Manifestaciones de la mordida abierta
La mordida abierta presenta diversas manifestaciones clínicas, las cuales han sido dividas para una mejor comprensión en las presentes a nivel maxilar como son: a) proclinación y protrusión de los incisivos superiores, b) gingivitis, c) disminución del diámetro transversal de la maxila, d) presencia de arco maxilar estrecho en forma de ¨V¨, e) paladar profundo y f) ausencia del contacto dental anteroposterior; las manifestaciones clínicas a nivel mandibular donde se citan: a) proclinación y protrusión de los incisivos inferiores, b) rotación mandibular y aumento del ángulo goníaco, c) ausencia del contacto dental anterior o posterior, d) aspecto de cara larga (dolicofacial). Otros autores como González, Yudovichy Aguilar, hacen mención al Síndrome de Cara larga, el cual presenta características faciales como: frente amplia, nariz angosta, labio superior alargado y delgado, perfil recto con tendencia a convexo e incompetencia labial.
Tratamiento de la succión digital en dentición temporal y mixta
- Tratamientos conductuales para modificar la conducta: reforzamiento diferencial, técnicas aversivas (sustancias líquidas de sabor desagradable impregnadas en los dedos del niño), técnicas de prevención de respuesta (brazaletes que impiden doblar el codo, apósitos en los dedos, cosido de las mangas, uso de guantes,...).

- Dispositivos ortodóncicos fijos/extraíbles con diferentes diseños. El más clásico es la reja lingual. Este dispositivo actúa de barrera mecánica contra la succión, de un modo pasivo9,11,16.

- Terapia miofuncional. Incluye un conjunto de procedimientos y técnicas para reeducar el patrón muscular inadecuado existente en algunos pacientes con hábito de succión digital (incompetencia labial, deglución infantil, alteración del funcionamiento de la musculatura perioral)8,11. Presentamos dos casos clínicos, uno en dentición temporal y otro en dentición mixta, con sus respectivos tratamientos.

## Otras lecturas
- «Duration of pacifier use, thumb sucking may affect dental arches». The Journal of the American Dental Association 133 (12): 1610-1612. December 2002. doi:10.14219/jada.archive.2002.0102. Archivado desde el original el 23 de febrero de 2013. Consultado el 19 de octubre de 2021.
- Latchment Before Attachment, The First Stage of Emotional Development, Oral Tactile Imprinting. Westmead. 2011. Archivado desde el original el 30 de junio de 2017. Consultado el 19 de octubre de 2021.